# Faiditus
Faiditus är ett släkte av spindlar. Faiditus ingår i familjen klotspindlar.

## Dottertaxa tillFaiditus, i alfabetisk ordning[1]
- Faiditus acuminatus
- Faiditus affinis
- Faiditus alticeps
- Faiditus altus
- Faiditus amates
- Faiditus americanus
- Faiditus amplifrons
- Faiditus analiae
- Faiditus arthuri
- Faiditus atopus
- Faiditus bryantae
- Faiditus cancellatus
- Faiditus caronae
- Faiditus caudatus
- Faiditus chicaensis
- Faiditus chickeringi
- Faiditus cochleaformus
- Faiditus convolutus
- Faiditus cordillera
- Faiditus cristinae
- Faiditus cubensis
- Faiditus darlingtoni
- Faiditus davisi
- Faiditus dracus
- Faiditus duckensis
- Faiditus ecaudatus
- Faiditus exiguus
- Faiditus fulvus
- Faiditus gapensis
- Faiditus gertschi
- Faiditus globosus
- Faiditus godmani
- Faiditus iguazuensis
- Faiditus jamaicensis
- Faiditus laraensis
- Faiditus leonensis
- Faiditus maculosus
- Faiditus mariae
- Faiditus morretensis
- Faiditus nataliae
- Faiditus peruensis
- Faiditus plaumanni
- Faiditus proboscifer
- Faiditus quasiobtusus
- Faiditus rossi
- Faiditus sicki
- Faiditus solidao
- Faiditus spinosus
- Faiditus striatus
- Faiditus subdolus
- Faiditus subflavus
- Faiditus sullana
- Faiditus taeter
- Faiditus ululans
- Faiditus vadoensis
- Faiditus woytkowskii
- Faiditus xiphias
- Faiditus yacuiensis
- Faiditus yutoensis